# Чемпионат России по боксу 1997
Чемпионат России по боксу 1997 года проходил в Перми с 4 по 10 августа.

## Медалисты
| Весовая категория | Золото                          | Серебро                            | Бронза                                                    |
| ----------------- | ------------------------------- | ---------------------------------- | --------------------------------------------------------- |
| до 48 кг          | Александр Налбандян Краснодар   | Сергей Казаков Димитровград        | Абдыкохар Сабитов Новосибирск Андрей Костин Выборг        |
| до 51 кг          | Ильфат Рязяпов Челябинск        | Андрей Алымов Челябинск            | Чамкур Нурмагомедов Москва Андрей Корнеев Ставрополь      |
| до 54 кг          | Раимкуль Малахбеков Элиста      | Михаил Ананьин Иркутск             | Алексей Артамонов Елабуга Сергей Пулькевич Хабаровск      |
| до 57 кг          | Айдар Касимов Пермь             | Александр Митишев Челябинск        | Саян Санчат Новосибирск Дмитрий Федоров Якутск            |
| до 60 кг          | Александр Малетин Нижневартовск | Дмитрий Павлюченков Ростов-на-Дону | Сергей Галикиев Пермь Айдын Гасанов Каспийск              |
| до 63.5 кг        | Гвасалия Паата Москва           | Чиков Вячеслав Волгоград           | Вячеслав Шарапов Пермь Виталий Каргин Иркутск             |
| до 67 кг          | Олег Саитов Самара              | Тимур Гайдалов Махачкала           | Михаил Мыльников Набережные Челны Руслан Хаиров Махачкала |
| до 71 кг          | Андрей Гоголев Городец          | Гайдарбек Гайдарбеков Каспийск     | Деви Гогия Самара Владимир Есмейкин Самара                |
| до 75 кг          | Дмитрий Стрельчинин Хабаровск   | Алексей Астраханцев Челябинск      | Марсель Галимов Пермь Валерий Агафонов Ульяновск          |
| до 81 кг          | Александр Лебзяк Москва         | Евгений Макаренко Нижневартовск    | Ибрагим Акаев Каспийск Игорь Дзагоев Москва               |
| до 91 кг          | Игорь Кшинин Волгоград          | Дмитрий Герасимов Пермь            | Зограб Енокян Волгоград Алексей Комбаров Тамбов           |
| свыше 91 кг       | Алексей Лезин Ульяновск         | Анатолий Жалковский Краснодар      | Дмитрий Дягилев Челябинск Андрей Моисеев Краснодар        |